# Виктория на монетах Древнего Рима

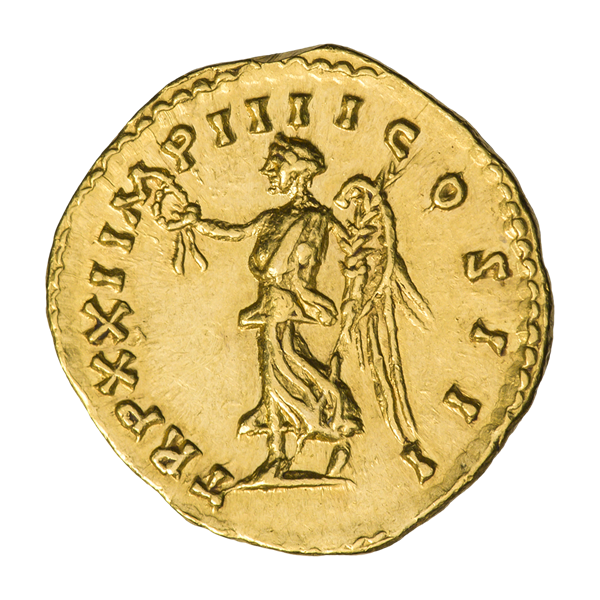
Ауреус Марка Аврелия с изображением Виктории

Виктория на монетах Древнего Рима представлена на множестве типов денежных знаков республиканского и императорского периодов. Образ богини Виктории представляет собой олицетворение победы и присутствует на монетах практически всех императоров от Октавиана Августа до византийских правителей.
Виктория изображалась как крылатая дева, неизменными атрибутами которой были венок и пальмовая ветвь, реже щит, трофеи, оливковая ветвь, вексиллум, диадема или хлыст. Часто богиню победы изображали стоящей на руке у божества, персонификации или правящего императора.
После принятия Римом христианства Виктория не исчезла с монет. Её продолжали изображать на деньгах зачастую вместе с христограммой.

## Виктория в римской религии

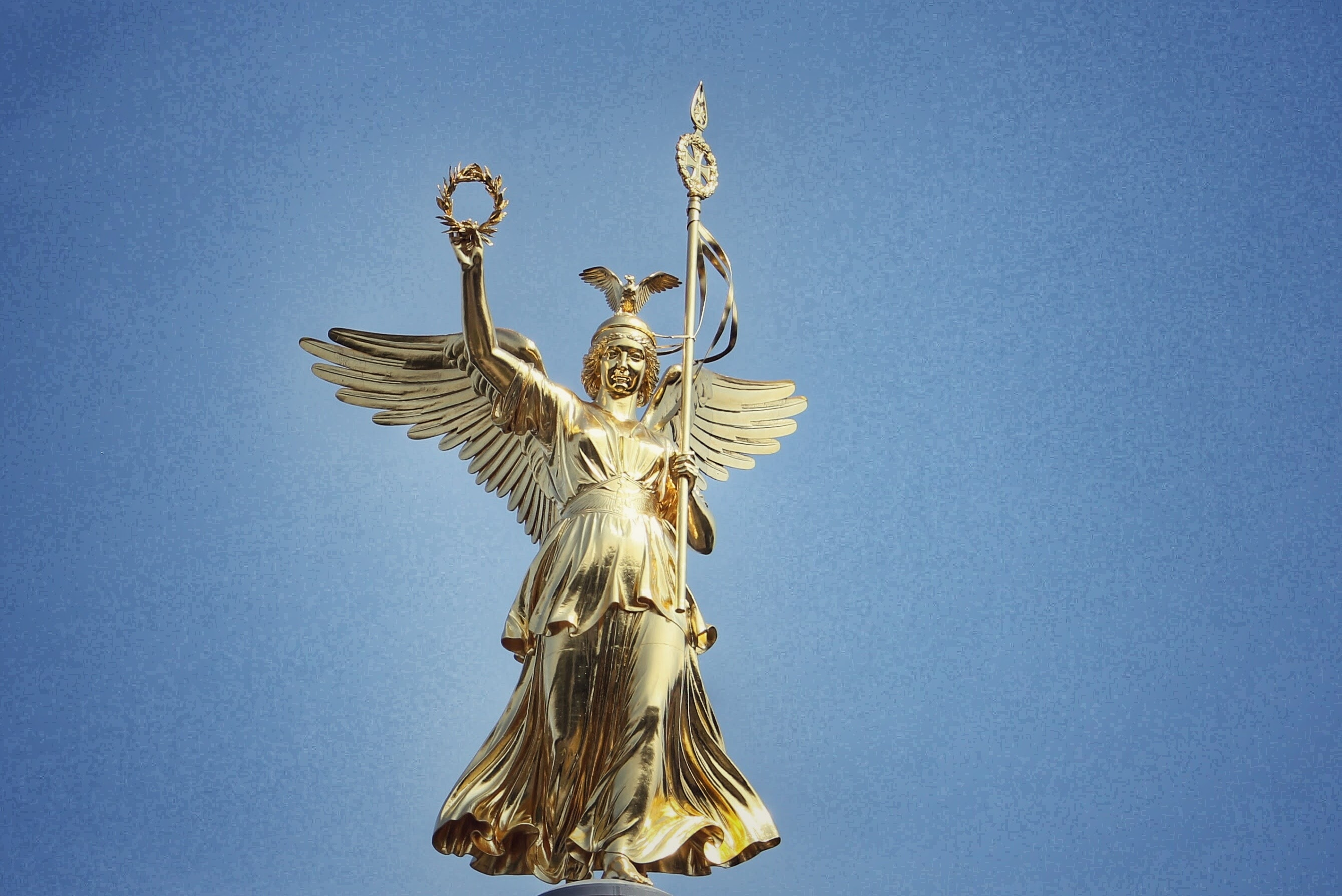
Статуя Виктории в Берлине

Виктория — римская богиня победы. Изначально она была спутницей италийского бога Юпитера Виктора (лат. Iuppiter Victor), даровавшего победу, но со временем превратилась в самостоятельную и более почитаемую богиню. В её честь был возведён храм сначала в Риме, а после во многих подконтрольных ему городах.
Изначально Виктория расценивалась как богиня, дающая победу всему римскому народу, но ближе к закату республики представление о богине трансформировалось — она стала покровительницей конкретных римских императоров и воплощением их реальных или мнимых побед. Римские императоры чтили Викторию, дающую возможность и право повелевать миром. И римляне, и греки считали Викторию и греческую богиню победы Нику одним и тем же божеством. Зачастую под греческим влиянием Виктория изображалась как крылатая дева, которая стояла на руке Юпитера. Римляне же привнесли своё видение богини победы, изображая её как женщину на троне с пальмовой ветвью в руке. Такой образ был придан статуе, стоящей в Сенате.
Постепенно христианство стало вытеснять традиционную римскую религию, названную христианами языческой. При императоре Феодосии I Великом преследовались представители античной философии и религии. В 394 году статуя Виктории как палладиум древней религии была навсегда убрана из залы Сената, что стало знаком победы христианства.

## Виктория на римских монетах

### Монеты республики

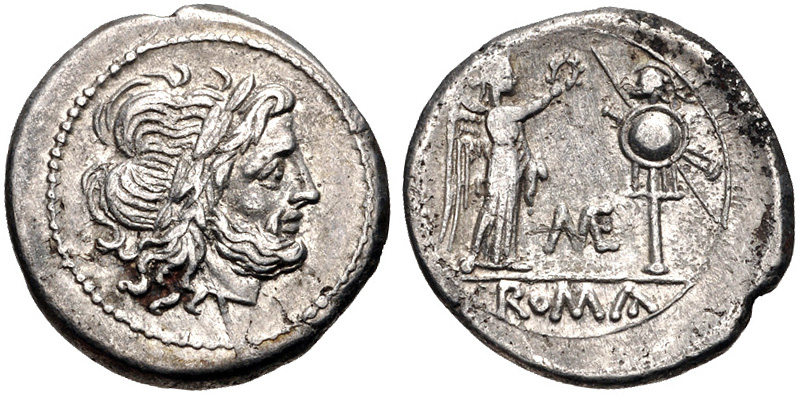
Викториат. Богиня вручает венок воину (194—190 г. до н. э.)

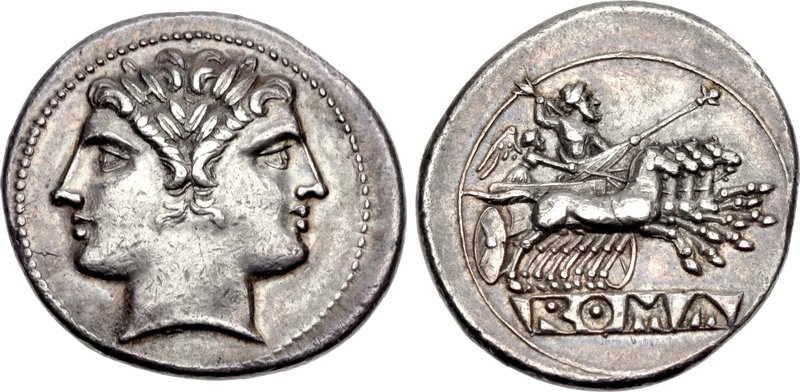
Квадригат. Управляет квадригой с Юпитером (ок. 225—214 гг. до н. э.)

Многие исследователи относят Викторию к «военным божествам». Для римлян эта богиня была олицетворением победы и символом превосходства римской армии. Изначально богиня изображалась на монетах стоящей на колеснице крылатой девой с атрибутами: венком и пальмовой ветвью. На монетах Катона Старшего на реверсе наряду с сидящей Викторией имеется легенда: «VICTRIX» (с лат. победительница). В период республики на аверсе монет Валерия Флакка чеканился крылатый бюст Виктории. Подобные бюсты украсили также монеты Тиция, Папия Цельза, Каризия, градоначальника Планка, Оппия и Нумония Ваалы.
В период республики появились основные военные типы, которым позже подражали имперские резчики штемпелей. В период интенсивной экспансии империи и активизации её внешней политики на монетных типах появляется множество сюжетов, связанных с военным делом. Римляне изображали Викторию на монетах с разными сюжетами: сидящую или стоящую с венком и пальмовой ветвью, возлагающую венок на трофеи, летящую со щитом в руках, на возничих квадриги.
Во времена республики недолгое время чеканились серебряные монеты с Юпитером на аверсе и Викторией на реверсе. Благодаря изображению богини на реверсе они получили своё название — викториаты (лат. victoriatus). Чеканка викториатов началась немногим ранее производства денариев.
Сначала редко, а со второй половины II века до н. э. всё чаще на римских монетах появляются отсылки к современной истории. Богиня, летящая над Диоскурами указывала на окончание Первой Пунической войны (264—241 до н. э.). Коронующая Рим Виктория знаменовала конец Второй Македонской войны (200—197 годы до н. э.). После победы римлян в Антиоховой войне (192—188 годы до н. э.) на монетах появилась Виктория на биге.

Денарии с изображением Виктории
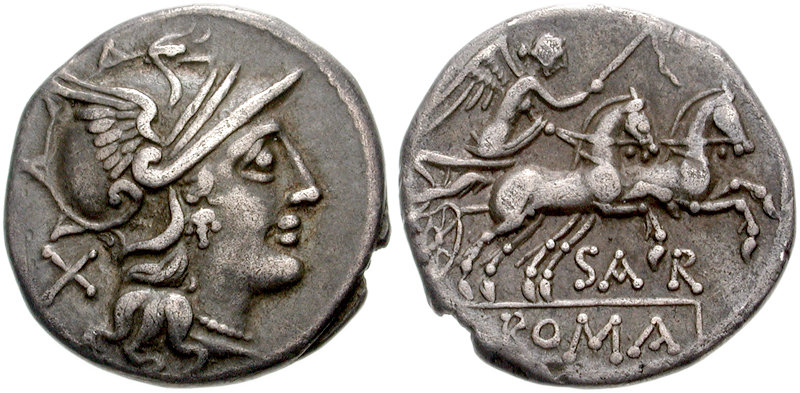
Секст Атилий (155 г. до н. э.). С хлыстом на биге
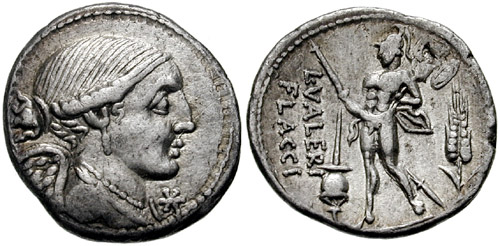
Валерий Флакк (108–107 г. до н. э.). Крылатый бюст Виктории
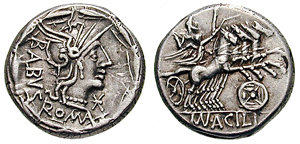
Ацилий Бальб (125 г. до н.э.). Юпитер с Викторией на квадриге
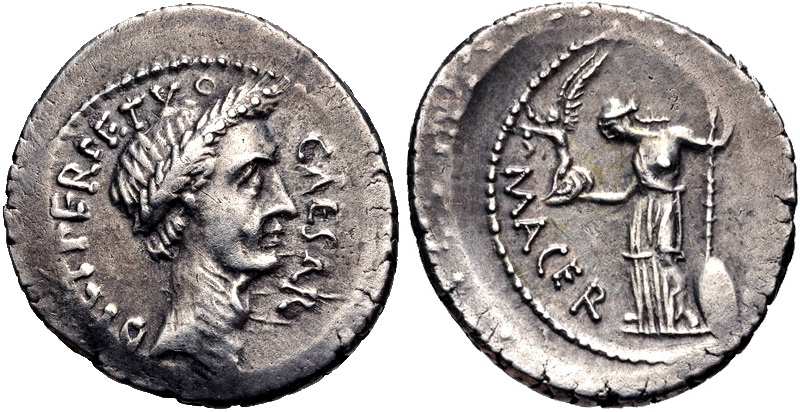
Юлий Цезарь (44 г. до н. э.). На руке у Венеры
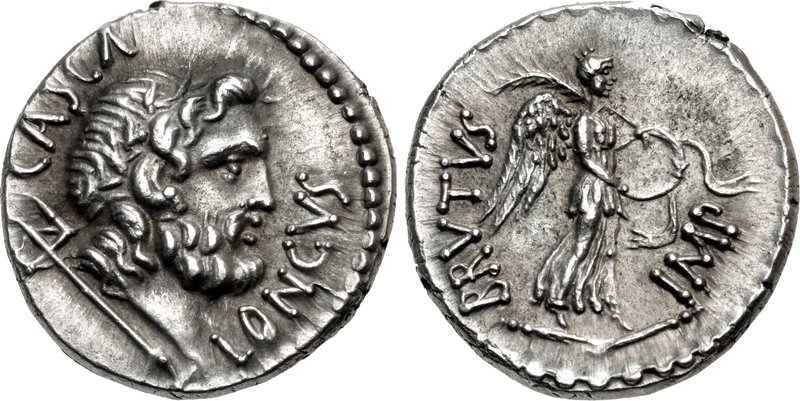
Марк Юний Брут (42 г. до н. э.). Со сломанными скипетром и диадемой

### Монеты империи

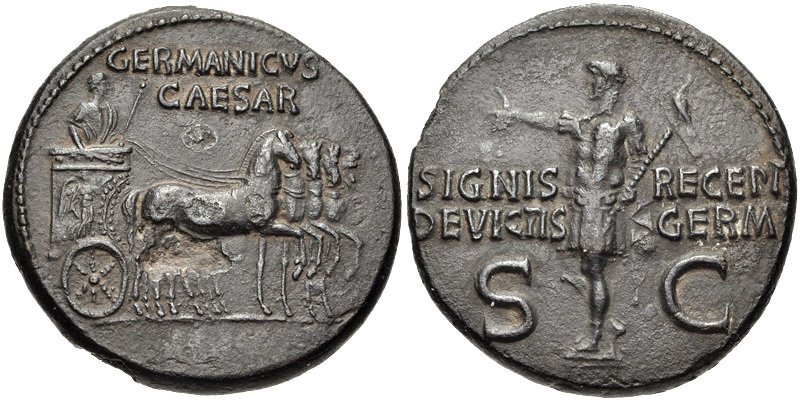
Дупондий Калигулы (ок. 37–41 г.). Изображение на колеснице Калигулы

Золотые квинарии Тиберия
К закату республики религия продолжала играть важную роль для государства, но денежная система изменялась, отходя от стереотипных форм. Изображения богов на монетах стали заменять мелкие божества, являвшиеся персонифицированными добродетелями; больше типов монет посвящалось истории семей находящихся у власти и современным событиям. При Калигуле монетная традиция в выборе изображения для чеканки на монетах начинает расширяться, а к времени правления Веспасиана монетная система окончательно сложилась. Привычное изображение Виктории осталось на половинном ауреусе, денарии, квинарии или викториате. Чаще всего на монетах встречается Виктория с венком и пальмовой ветвью, зачастую стоит на земном шаре или носу корабля, если подразумевается победа на море. Желая изобразить конкретную победу, на монете также чеканили эпитет (например, "Британника или «Парфика»), а на щите часто изображался титул триумфа.
После победы Октавиана Августа над Марком Антонием и Клеопатрой в битве при Акциуме была увековечена в том числе выпуском нескольких новых типов денариев. На одном из типов денария аверс украшает стоящая на носу корабля с пальмовой ветвью и венком в руках Виктория, на реверсе Октавиан изображён стоящим на триумфальной колеснице. На другом типе, появившемся позже, квадрига с Октавианом, венчаемом Викторией. В позднеримской чеканке тип Виктории Августа оставался одним из самых употребляемых типов оборотной стороны монет и этот тип продолжали использовать даже христианские императоры.
На римских монетах Виктория изображалась как самостоятельный тип или в компании императора. На монетах последних императоров династии Антонинов, ведущих Парфянскую и Маркоманскую войны, богиня на монетах взаимодействует с императорами: венчает, воздвигает трофей, пишет на щите.

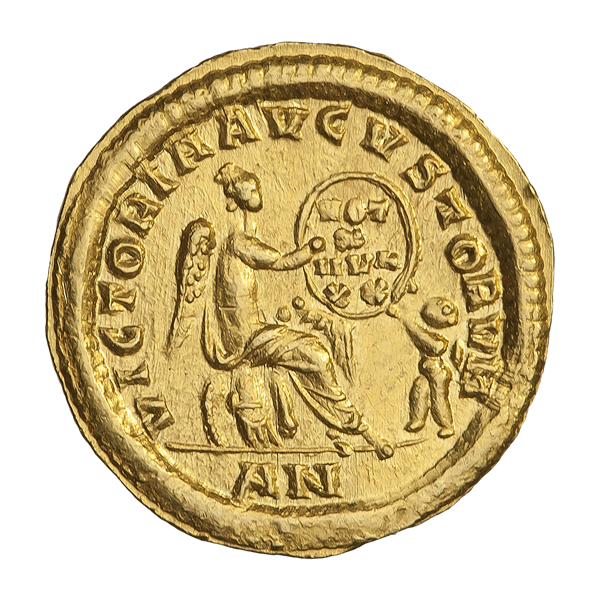
Золотой семисс Валента II. Богиня на трофеях принимает от крылатого гения щит с надписью «VOT X MVL XX»

Существует монета, отчеканенная при императоре Галлиене, и представляющая собой единственный случай сатиры на императорских монетах. На этой монете изображена Виктория на биге, запряжённой двумя мулами, а легенда гласит: «Ubique рах» (с лат. Повсюду мир. По мнению английского историка и нумизмата Гарольда Мэттингли, тогда «самые ярые оптимисты не могли не говорить с насмешкой о всеобщем мире, так как для Рима был потерян Восток и откололась Галлия». Возможно, эта монета была отчеканена уже при Клавдии II как способ оправдаться за заговор против Галлиена.
Продолжают отмечаться торжественные обеты, даваемые императорами после каждых пяти лет у власти. На монетах по этому случаю на монетах чеканилась легенда в виде формулы «VOT V MULT X» или «SIC Х SIC ХХ» (обет 5 или кратно 5-ти). Легенда об обетах обычно была частью композиции стороны монеты, например, изображалась на щите или венке Виктории или даже двух Викторий. Во время, когда императорской властью были наделены сразу несколько человек, предпочтительными были изображения на монетах, подчёркивающие хорошие отношения между ними. На таких монетах часто изображалась Виктория с расправленными крыльями в компании императоров, например солиды Валентиниана I и Валента II или Валентиниана и Грациана.
Веками сопровождавшую римскую историю концепцию Виктории приспособило христианство. При Грациане алтарь Виктории как символ язычества в 382 году был убран из Сената, что не помешало христианским императорам продолжить чеканить и использовать монеты с Викторией. В 409 году власть в Риме была узурпирована Приском Атталом, при котором было отчеканено множество монет с изображением Виктории вместо ставшей привычной хризмы.
Богиня остаётся актуальной на монетных типах времён заката империи, находящейся под натиском варваров. Внешняя политика поздней республики отражена в том числе на монетных типах, включая монетные типы богини Виктории, говорящих о военных предприятиях римлян.

Денарии с изображением Виктории
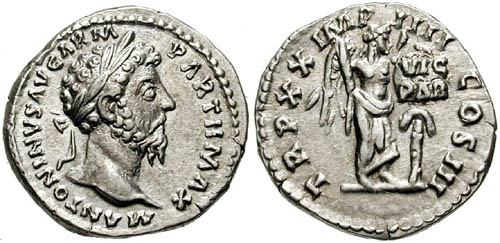
Марк Аврелий (ок. 165–166 гг.). Со щитом и пальмой
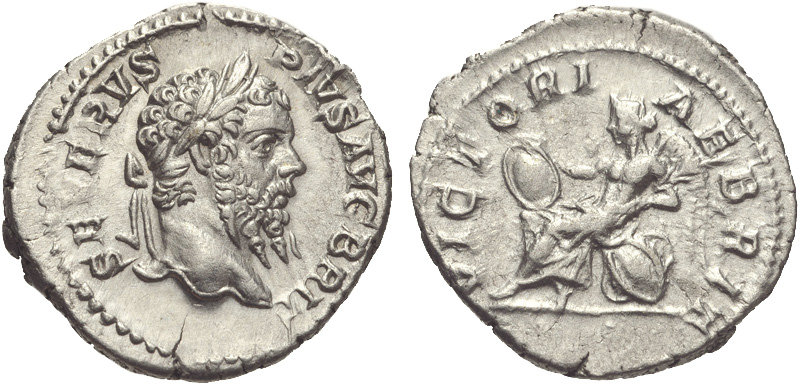
Септимий Север (ок. 210–211). Сидит на щитах, в руках щит и пальмовая ветвь
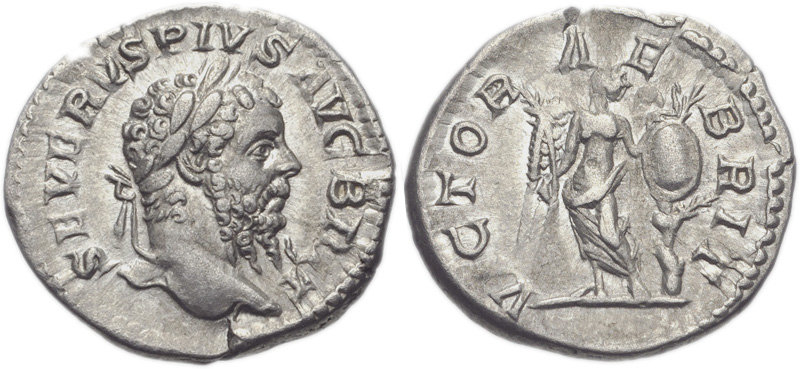
Септимий Север (ок. 210–211). Держит пальму, опирается на щит на дереве
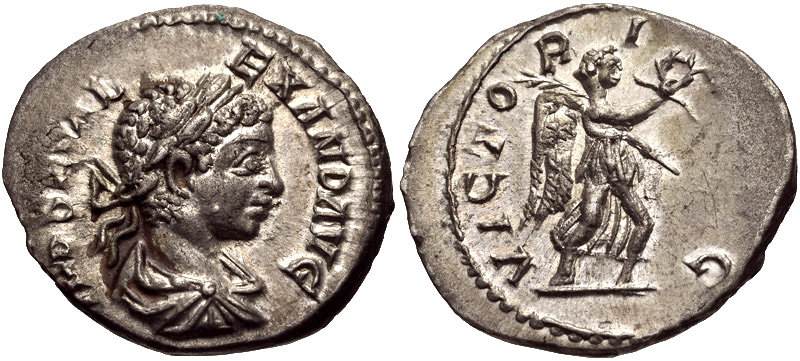
Александр Север (222 г.) С венком и пальмовой ветвью
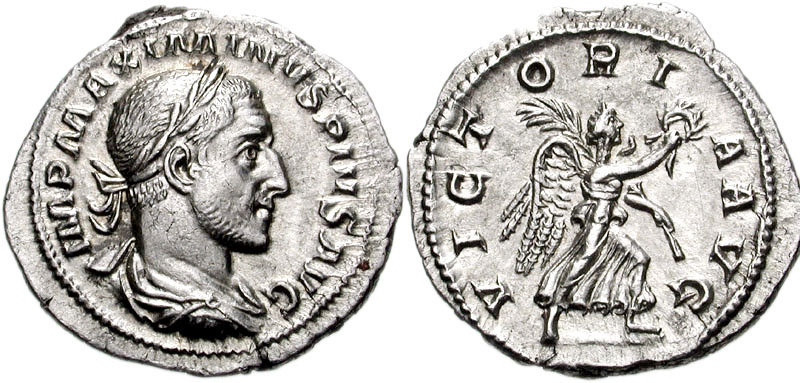
Максимин I (ок. 235–238 гг.). С венком и пальмовой ветвью

Ауреусы с изображением Виктории
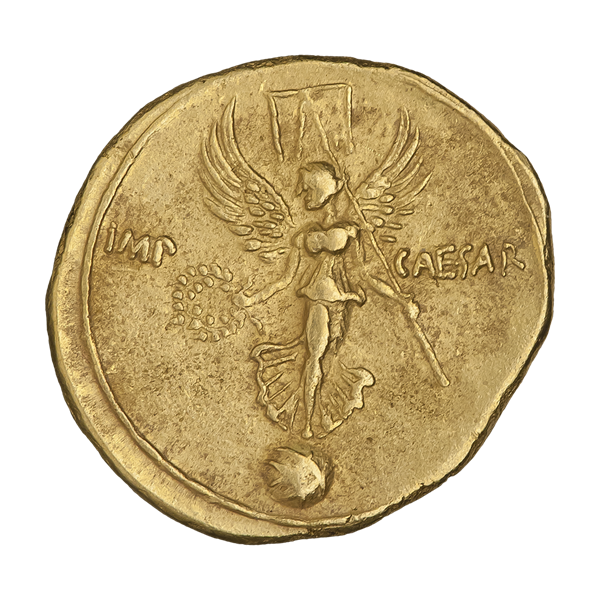
Октавиан (ок. 29–27 гг. до н. э.). На шаре с венком и вексиллумом
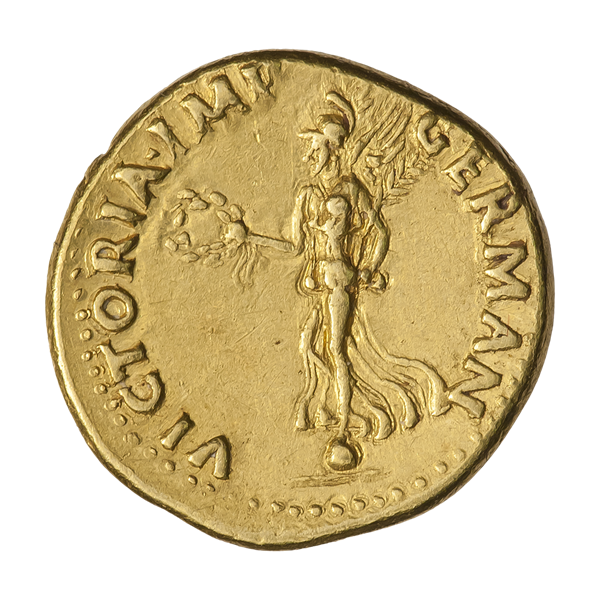
Вителлий (69 г.). На сфере, в руках венок и пальмовая ветвь
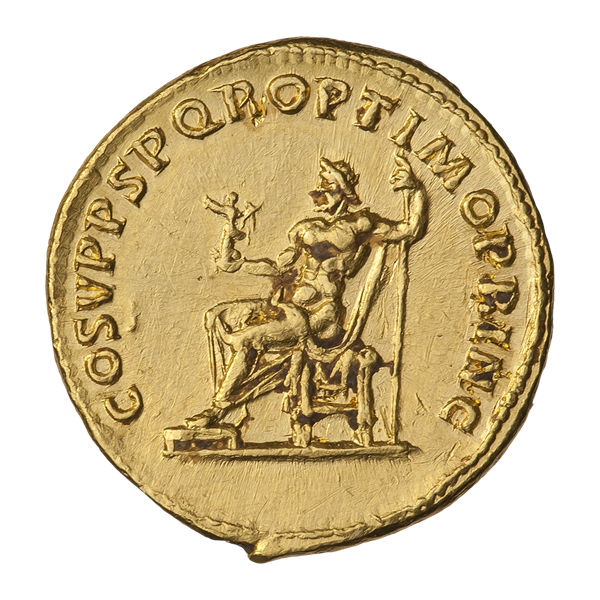
Траян (ок. 107 г.). Стоит в руке Юпитера
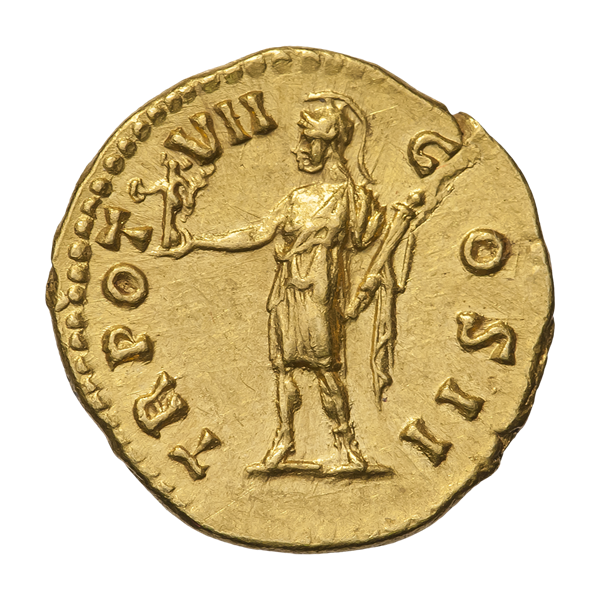
Марк Аврелий (ок. 152–153 гг.). Стоит в руке Рима
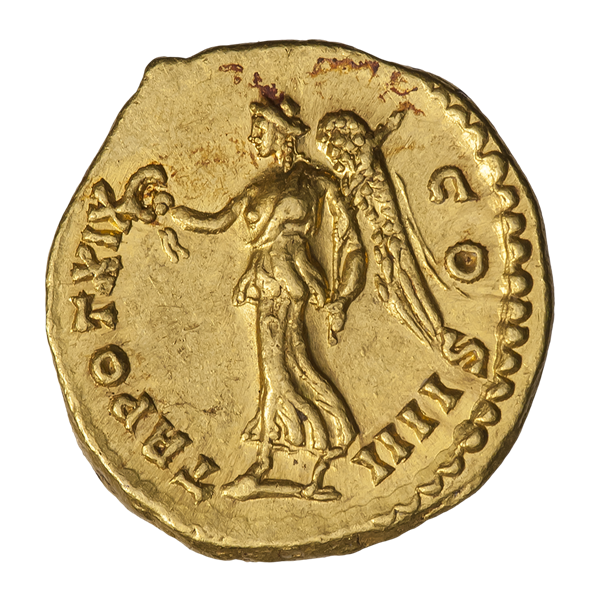
Антонин Пий (ок. 155–156 гг.). С венком и оливковой ветвью
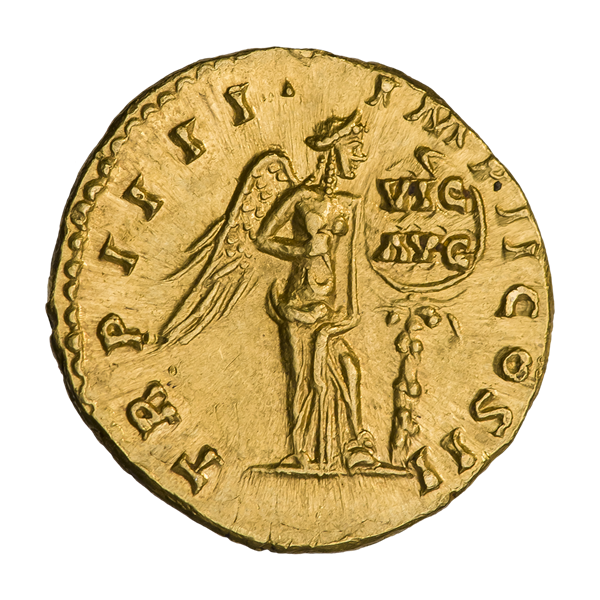
Луций Вер (ок. 163–164 гг.). Крепит щит к пальме
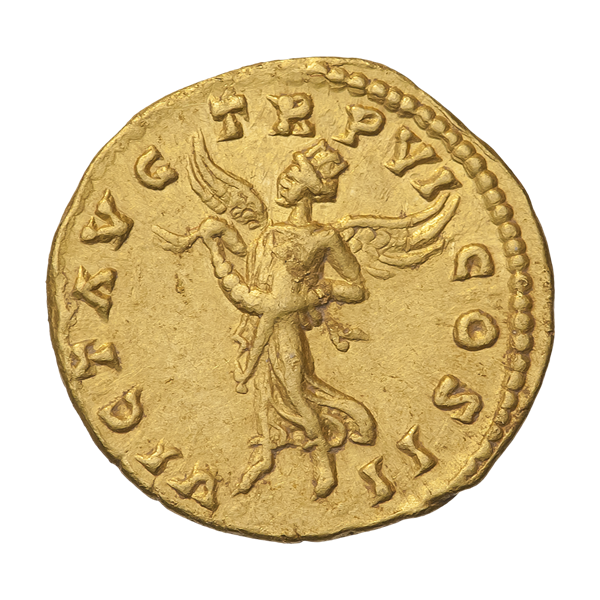
Луций Вер (ок. 165–166 гг.). С диадемой в руках
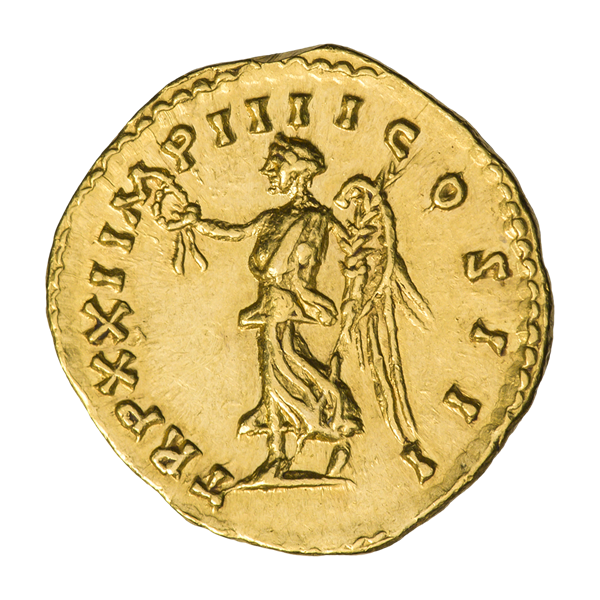
Марк Аврелий (ок. 166–167 гг.). С венком и пальмовой ветвью
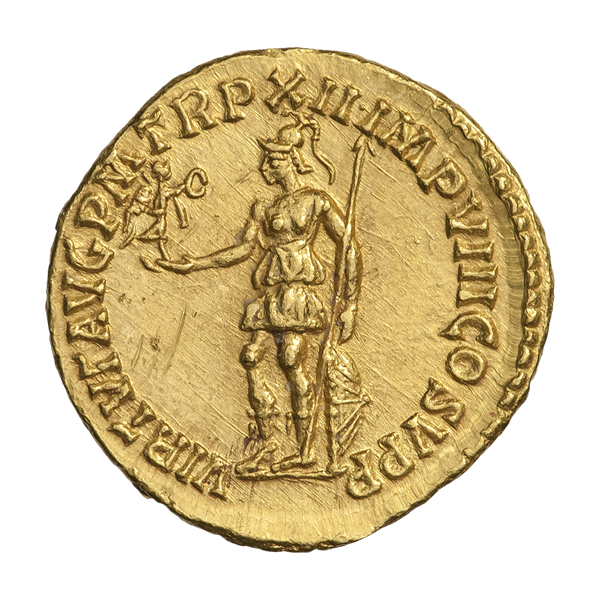
Коммод (ок. 187 г.). Стоит в руке Виртуты
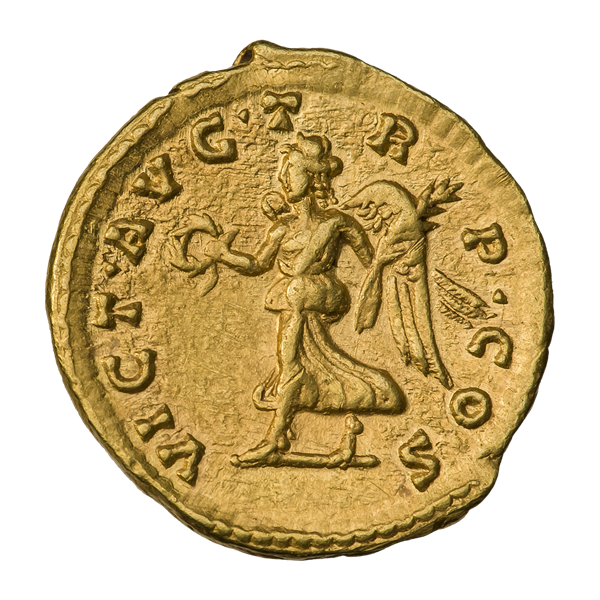
Септимий Север (ок. 193–194 гг.). С венком и пальмовой ветвью
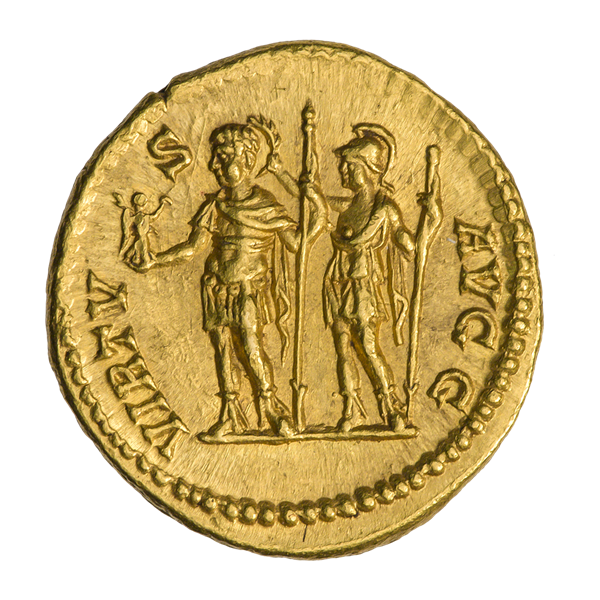
Каракалла (ок. 203 г.). Стоит в руке Каракаллы
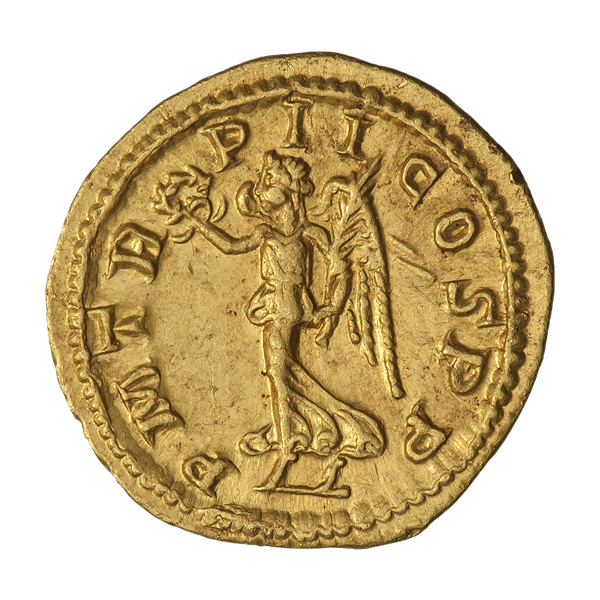
Гордиан III (ок. 239 г.). С венком и пальмовой ветвью
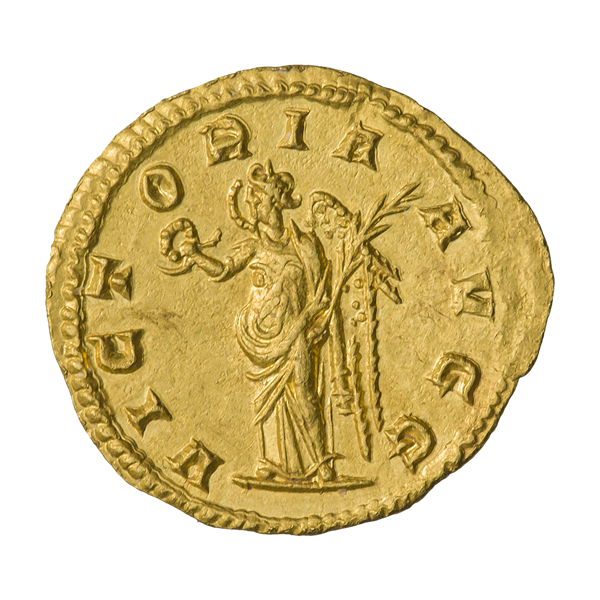
Валериан I (ок. 256–257 гг.). С венком и пальмовой ветвью
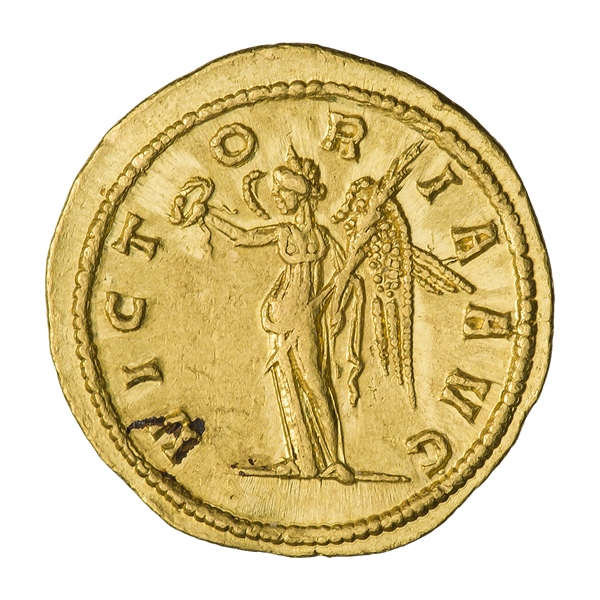
Тацит (ок. 275–276 гг.). С венком и пальмовой ветвью
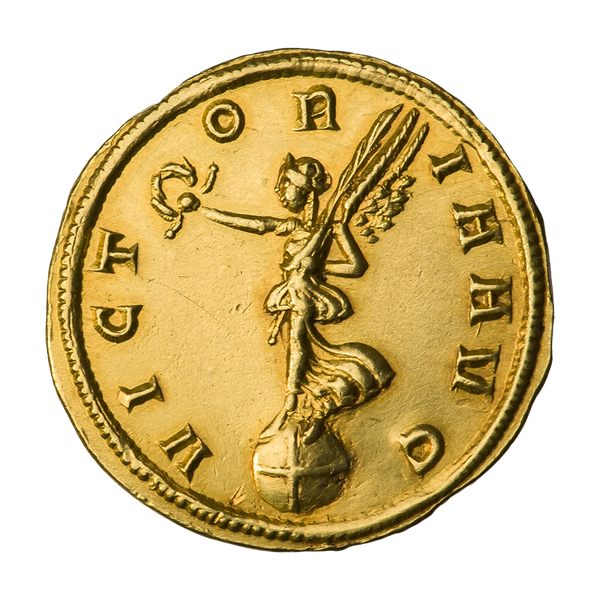
Кар (ок. 282–283 гг.). На сфере, в руках венок и пальмовая ветвь
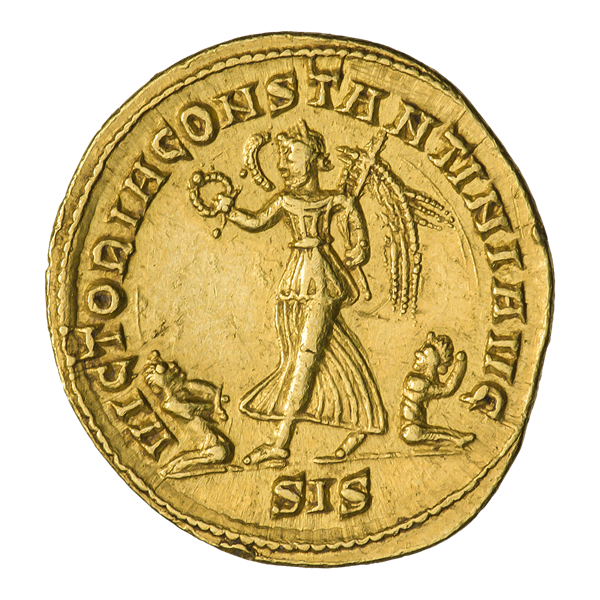
Константин (ок. 317 г.). По сторонам от Виктории сидят два пленника

Солиды с изображением Виктории
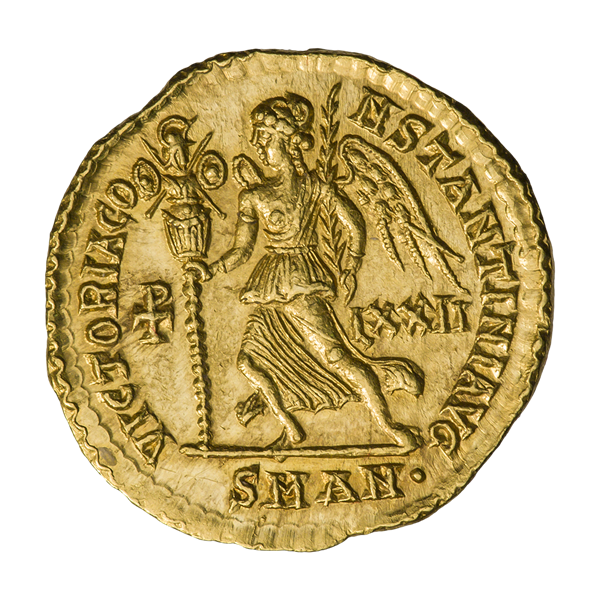
Константин (ок. 336–337 гг.). С трофеем и пальмовой ветвью
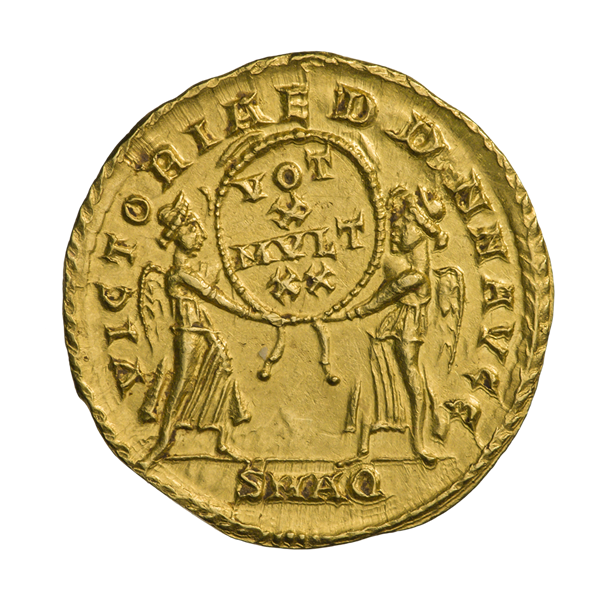
Констант (ок. 340–350 гг.). 2 Виктории напротив друг друга с венком
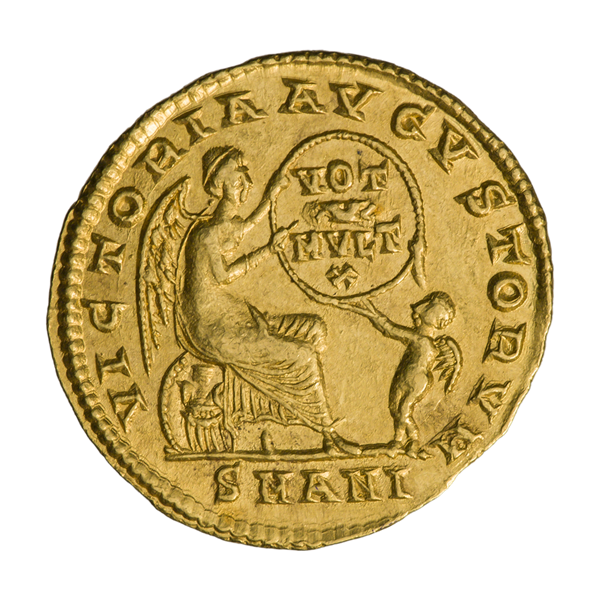
Констант (ок. 337–347 гг.). На щите и трофеях, в руках щит и стилос
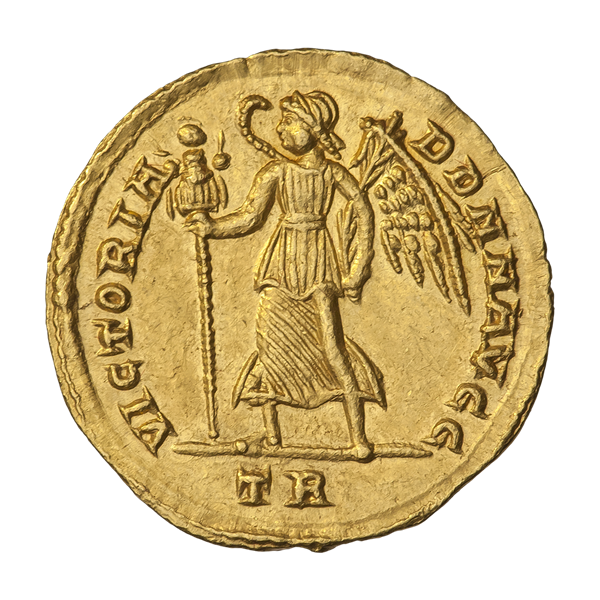
Констанций II (ок. 342—343 гг.). С трофеем и пальмовой ветвью
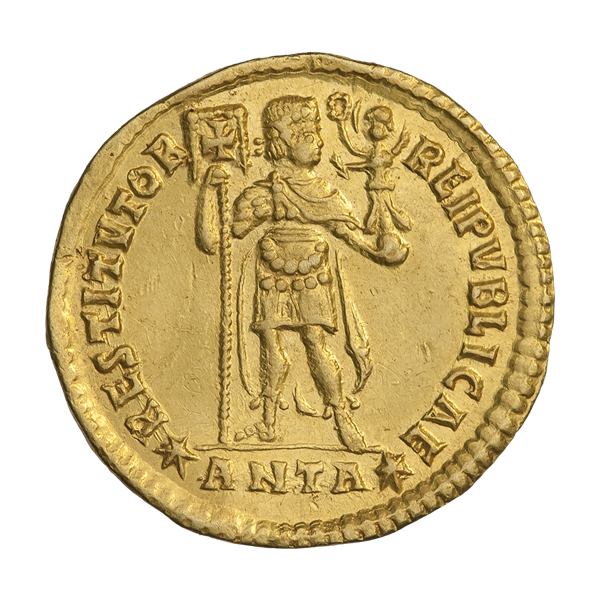
Валентиниан I (ок. 364–367 гг.). В руке Валентиниана
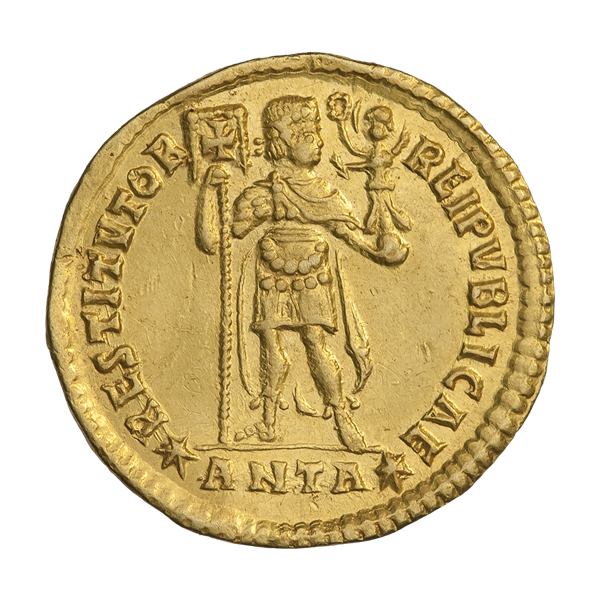
Валентиниан I (ок. 364–367 гг.). На шаре в руке Валентиниана
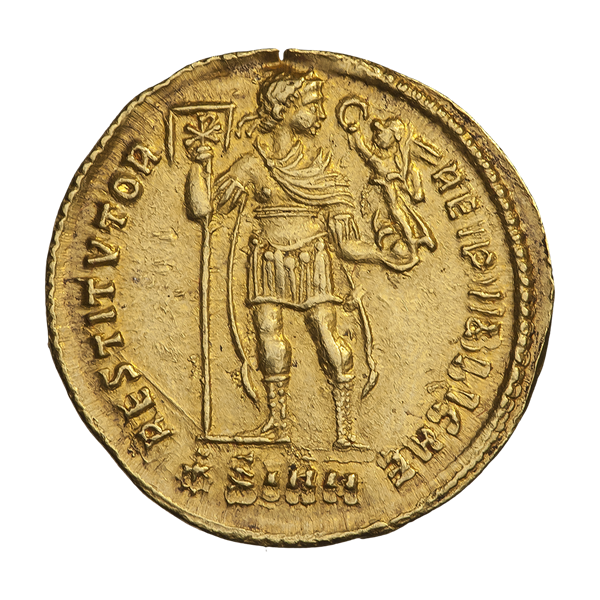
Валент II (ок. 364 г.). На шаре в руке Валента
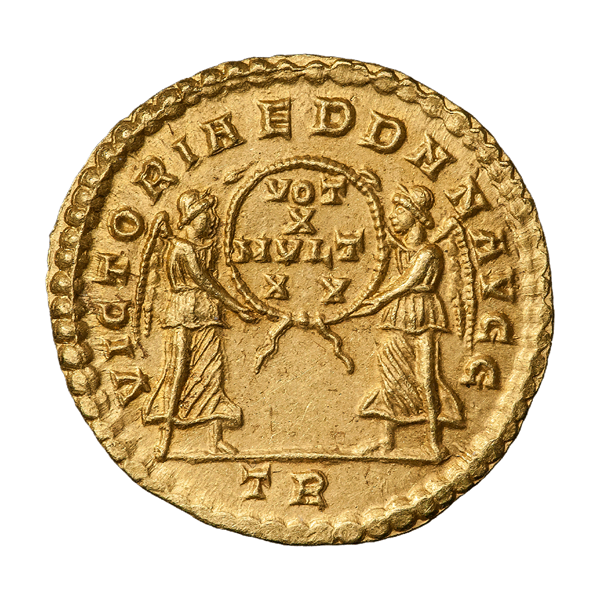
Констант (ок. 347–348 гг.). 2 Виктории напротив друг друга с венком
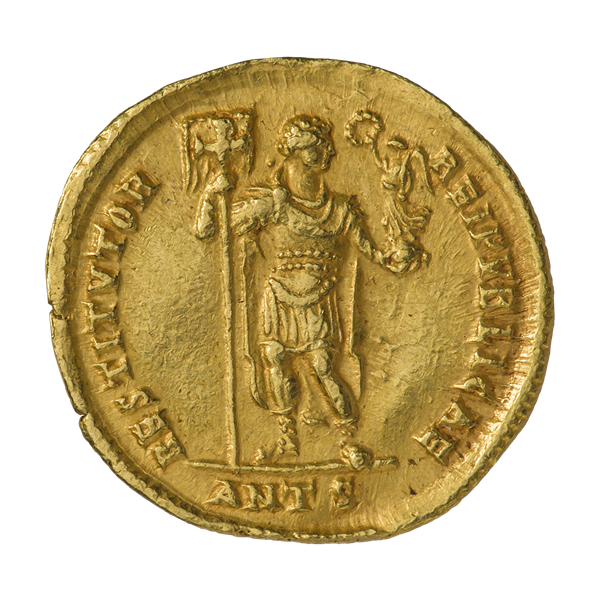
Валент II. (ок. 364–367 гг.). На шаре в руке Валента
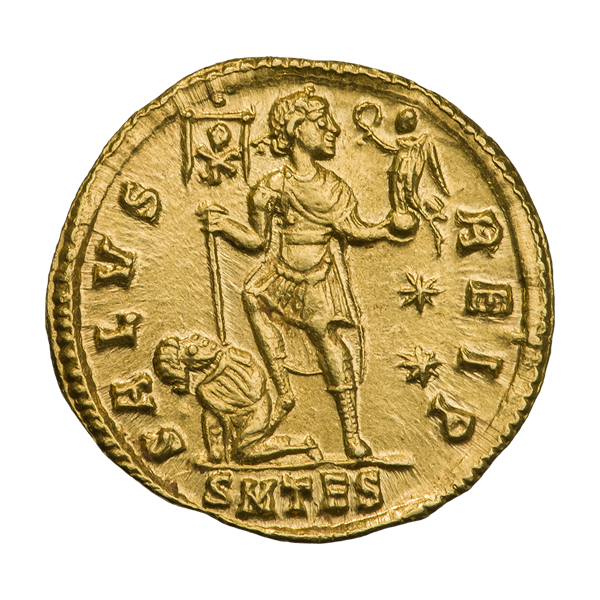
Валент II. (ок. 364–367 гг.). На шаре в руке Валента
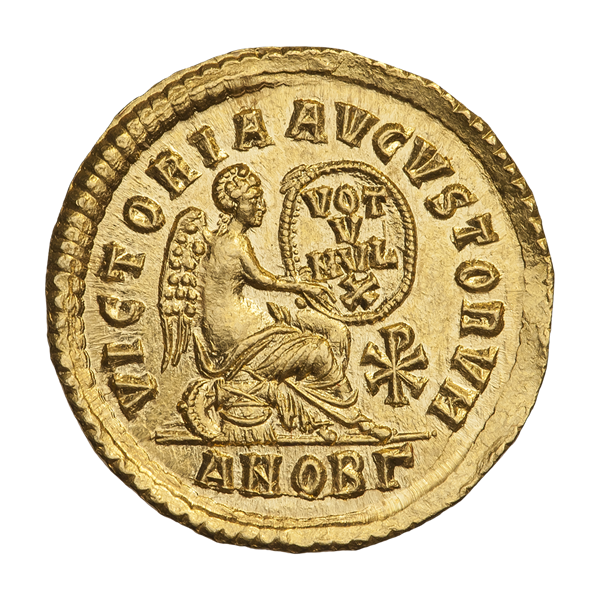
Грациан (ок. 367–375 гг.). На трофеях со щитом в руках
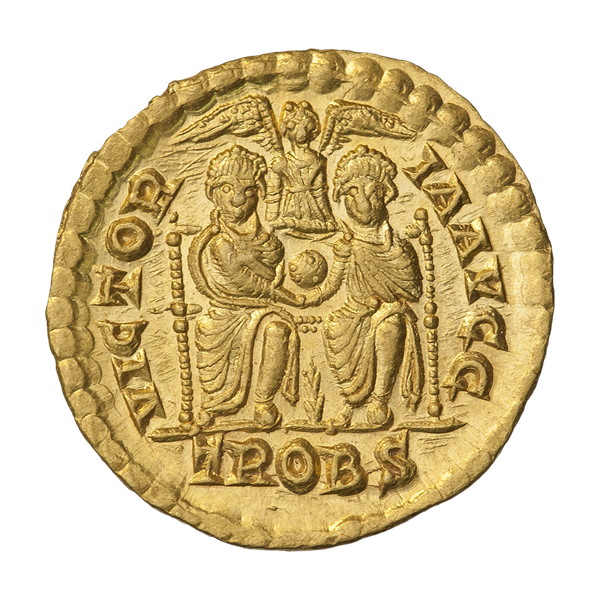
Грациан (ок. 375–378). Над императорами
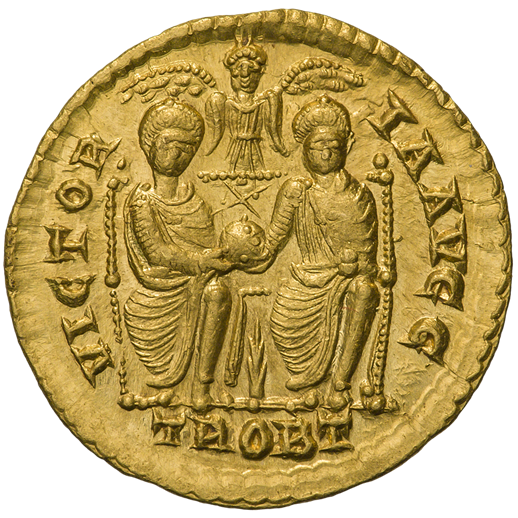
Валент II (ок. 375–378 гг.). Над императорами
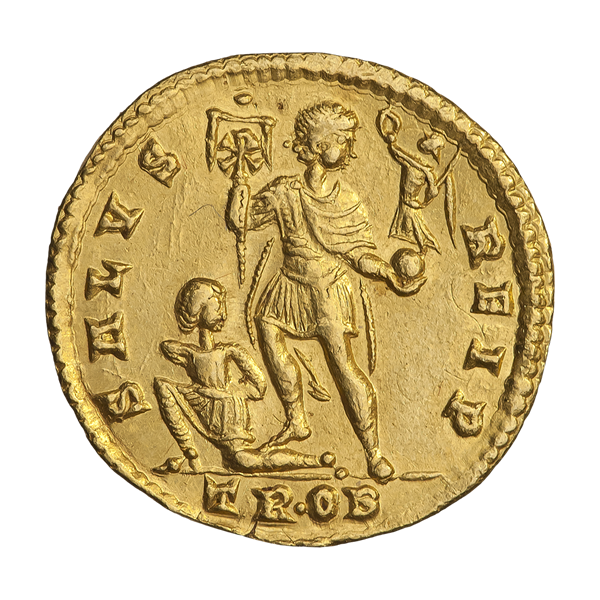
Грациан. (ок. 367–375 гг.). На шаре в руке Грациана
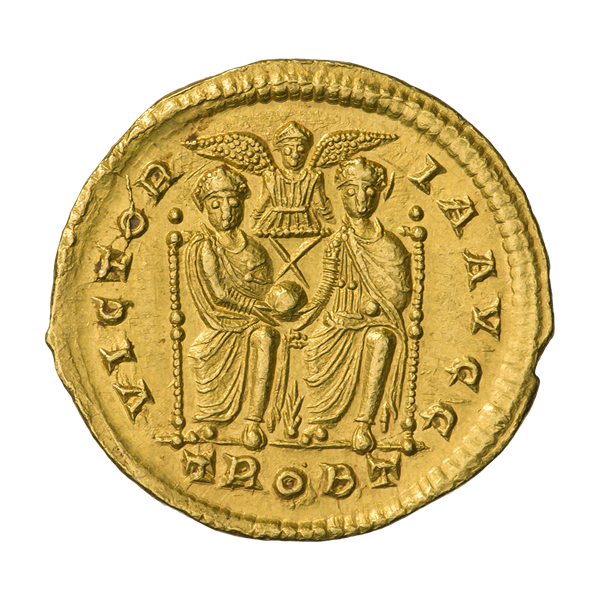
Грациан. (ок. 377–380 гг.). Над Валентинианом и Грацианом
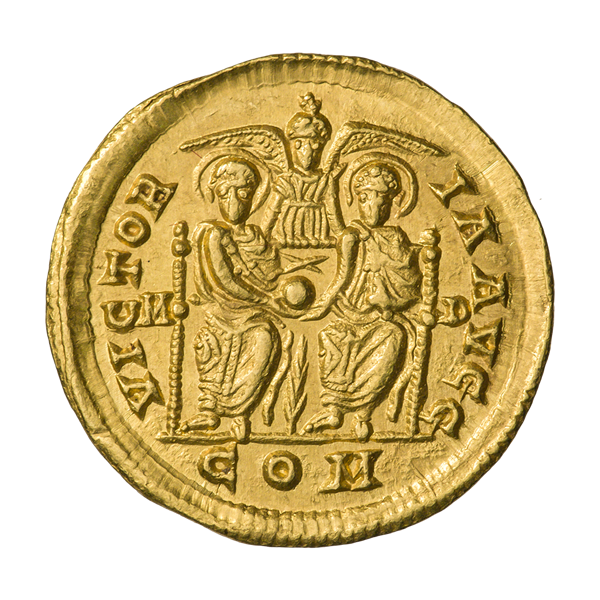
Валентиниан II (ок. 383–388 гг.). Над императорами
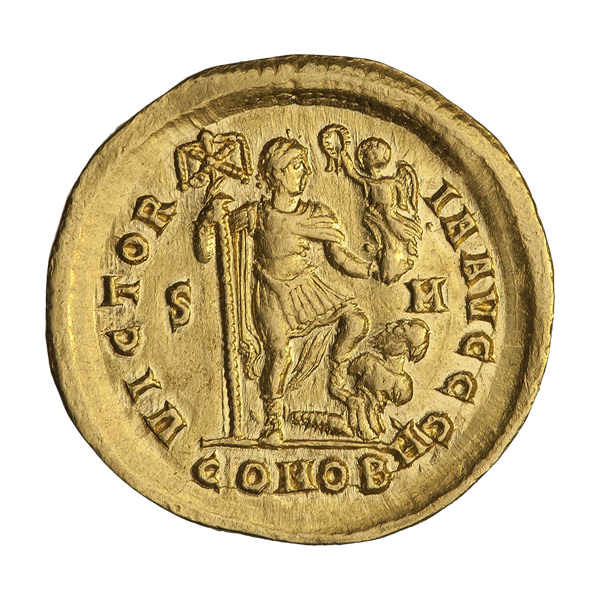
Феодосий I Великий (ок. 393–395 гг.). На шаре в руке Феодосия